# Jerome Schmitt
Jérôme Schmitt (Colmar, Francia, 8 de septiembre de 1981) es un exbaloncestista francés. Con una altura de 2,06 cm, su posición en la cancha era la de pívot. 

## Trayectoria
- Strasbourg IG (2000-2003)
- Étendard de Brest (2003-2004)
- Bourg-en-Bresse (2004-2005)
- BCM Gravelines  (2006-2008)
- Élan Sportif Chalonnais (2008-2011)